# Tom Cooman
Tom Cooman is een Belgisch basketbalcoach.

## Carrière
Cooman startte zijn coachingscarrière als jeugdcoach van de Gent Hawks en Basket Meetjesland. Hij werd in 2014 assistent-coach bij de Tulikivi Deerlijk in de hoogste klasse bij de vrouwen. Hij was daarna drie jaar jeugdcoach bij Amon Jeugd Gentson. Hij was daarna nog kort een skilltrainer bij KBTK Kortrijk en BBC Falco Gent. Tussen 2016 en 2019 was hij ook assistent-coach van het Belgische nationale goalball team de Belgian Bulls.
In 2020 startte hij als een assistent-coach bij de Finse eersteklasser Lahti Basketball. In november 2022 werd hij hoofdcoach bij die club maar werd in februari 2024 ontslagen na tegenvallende resultaten. Hij werd daarop hoofdcoach bij reeksgenoot Kouvot nadat hoofdcoach Jyri Lehtonen lange tijd afwezig zou zijn door ziekte.